# Walther Blohm
Walther Blohm, född 25 juli 1887 i Hamburg, död 12 juni 1963, tysk ingenjör och företagsledare
Walther Blohm övertog tillsammans med sin bror familjekoncernen Blohm + Voss efter fadern Hermann Blohm 1918. 1933 startade han Hamburger Flugzeugbau.